# N17 (Niger)
Die N17 oder RN17 ist eine hochrangige Straße vom Typ Nationalstraße (französisch route nationale) in der Region Tahoua in Niger.

## Verlauf und Charakteristik
Die N17 ist insgesamt 25,1 Kilometer lang. Sie beginnt im Dorf Tachar Atéfun als Abzweigung von der N1 und verläuft Richtung Süden. Sie führt durch den Gemeindehauptort Bangui und endet in den Feuchtgebieten des Flusses Rima an der Staatsgrenze zu Nigeria.
Es handelt sich bei der N17 durchgehend um eine einfache Erdstraße.